# Echinopsis cinnabarina
Echinopsis cinnabarina (Hook.) Labour., es una especie de planta fanerógama de la familia Cactaceae. 

## Distribución
Es endémica de La Paz, Oruro y Potosí en Bolivia. Es una especie común que se ha extendido por todo el mundo.

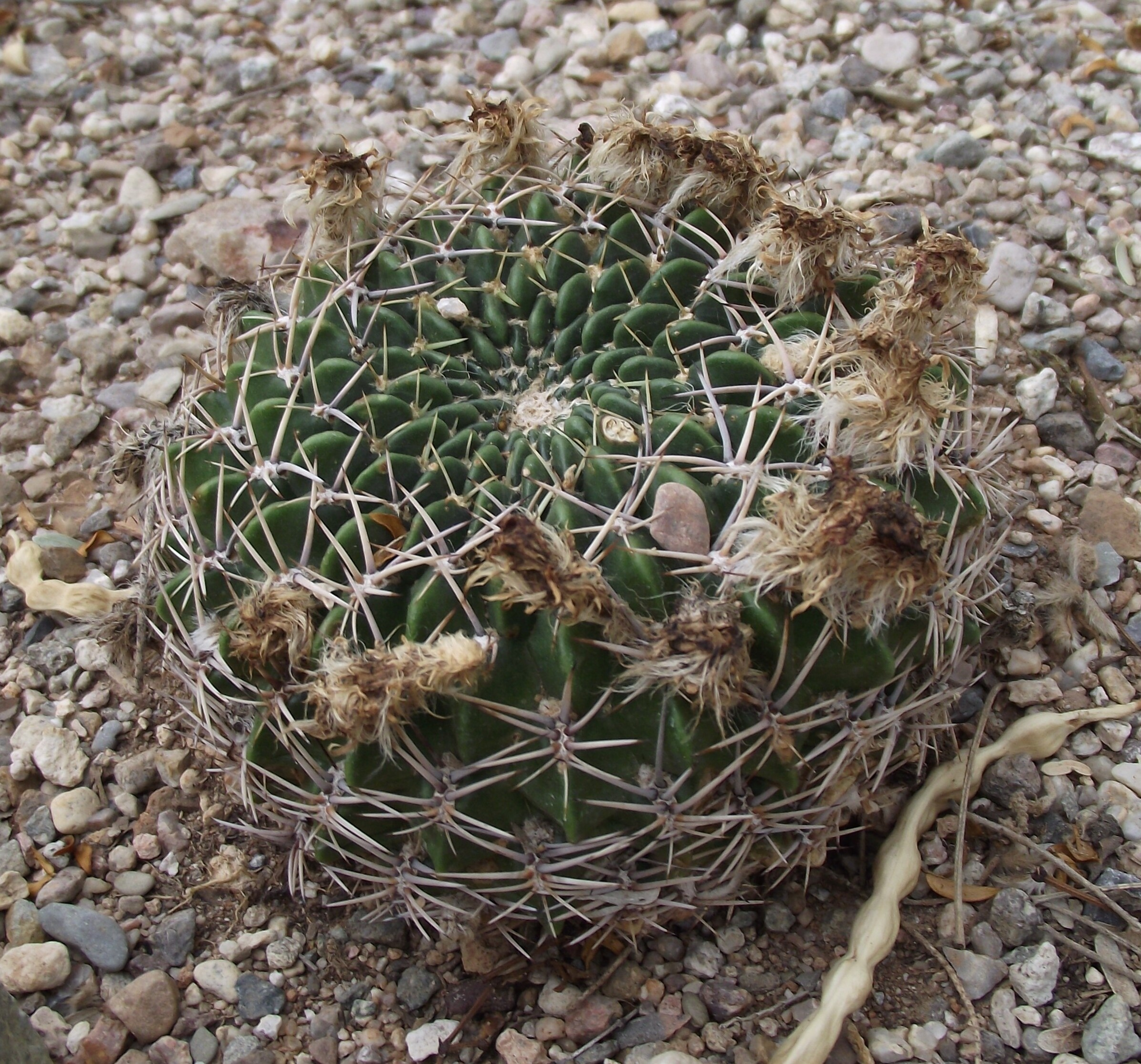
En su hábitat

## Descripción
Echinopsis cinnabarina crece individualmente con tallos aplanados esféricos, de color verde brillante que alcanzan hasta 15 centímetros de diámetro. El vértice está deprimido y no tiene espinas. Tiene alrededor de 20 costillas que se extienden irregulares y torcidas, claramente estructuradas en forma de joroba. Las areolas con dos o tres espinas centrales curvadas ligeramente. Las ocho a doce espinas radiales delgadas están ligeramente curvadas y miden 0,6 a 1,2 cm de largo. Las flores son escarlatas en forma de campana o de embudo aparecen en el lado y puede llegar a 4 cm de diámetro.

## Taxonomía
Echinopsis cinnabarina fue descrita por (Hook.) Labour. y publicado en Monographie de la Famille des Cactées 288. 1853.
Etimología
Ver: Echinopsis
cinnabarina epíteto latino que significa "de color bermellón", donde se refiere al color de sus flores.
Sinonimia
- Echinocactus cinnabarina basónimo
- Lobivia cinnabarina
- Lobivia walterspielii
- Pseudolobivia acanthoplegma
- Lobivia acanthoplegma
- Lobivia neocinnabarina
- Lobivia oligotricha
- Lobivia pseudocinnabarina
- Lobivia charcasina
- Lobivia taratensis
- Lobivia prestoana
- Lobivia zudanensis
- Lobivia draxleriana[3]